# Marionina preclitellochaeta
Marionina preclitellochaeta är en ringmaskart som beskrevs av Nielsen och Christensen 1963. Marionina preclitellochaeta ingår i släktet Marionina och familjen småringmaskar. Arten är reproducerande i Sverige. Inga underarter finns listade i Catalogue of Life.